# Haydée
Haydée, también Haydeé -aunque menos común-, es un nombre femenino, probablemente derivado del griego αιδοιος (aidoios), que significa «modesta, respetuosa».
Otras variantes en el español son Haidé y Aidé.

## Personas
- Haydée Santamaría (1923-1980), guerrillera y política cubana.
- Haydée Balza actriz de cine, televisión y teatro venezolana.
- Haydée Milanés cantante cubana.
- Haydée Tamara Bunke Bider revolucionaria cubana.
- Haydé, personaje secundario de El Conde de Montecristo
- Haydée Ramírez, actriz y modelo colombiana.
- Haydée Mercedes Sosa, cantora argentina de nombre artístico Mercedes Sosa.
- Haydée Padilla, actriz argentina.
- Haydée, personaje del poema Don Juan, de Lord Byron.